# Ortalis canicollis
La charata o chachalaca charata (Ortalis canicollis) es una especie de ave galliforme de la familia Cracidae que habita en el Chaco de Bolivia, Brasil, Paraguay, Argentina, en bosques y sabanas de tipo chaqueño.

## Nombre común
Ortalis canicollis recibe los nombres comunes de chachalaca de Chaco, charata, pava charata, aracuá, arancuá, guacharaca, faisán, pava del monte, hachalaca, o mamacu (término del quichua: solterona, según Vúletin por el alboroto que hace cuando vuela).   Charata deriva del quichua; charchay, en quechua, es el niño bullanguero, gritón, y charchaychacay es comportarse mal; y esta ave va en pareja, grita fuertemente cuando vuela y se posa nuevamente, de ahí ese nombre deformado con el tiempo.

## Historia natural
Gusta de los humedales, vive en grandes grupos, duerme en perchas de árboles y hace tremendos ruidos. Pueden cantar al unísono muchos ejemplares, escuchándoselos a distancias de 2 km; y el macho canta con un registro de una octava más baja que la hembra. Al poder cantar a dueto, al mismo tiempo es difícil de distinguir cuántos lo hacen. Graciosamente, los lugareños, hacen la onomatopeya de su canto: macho "quiero matar", la hembra "quiero casar".
Emparentadas con las gallinas, todas las aves de esta familia son cazadas en exceso. Vive tanto en el suelo como en los árboles, alimentándose de hojas, frutos, semillas, flores, orugas, lagartijas. Cuando hay sequía, y muchos árboles quedan desfoliados y florecen (como Vitex cymosa), pueden observarse comiendo flores en los puntos donde los gallos no pueden.  Las semillas frecuentemente les pasan sin descomponerse, por lo cual funcionan como  dispersadores.
Ponen 4 huevos, y empollan 28 días. Dos días después de la eclosión, empluman. 
Por el formato de las alas, relativamente pequeñas y redondas, precisan batirlas intensamente para cruzar áreas abiertas. A pesar de ello, atraviesan los ríos sin problemas. 
Está amenazado por pérdida de hábitat.

### Función cultural
En 2024, el Gobierno Municipal de Villa Montes (Tarija - Bolivia), mediante Ley municipal 419/2024, declaró a la Charata como "Patrimonio natural y ave emblemática del cielo chaqueño".

## Subespecies
Se conocen dos subespecies de Ortalis canicollis:
- Ortalis canicollis canicollis - del Chaco del este de Bolivia al oeste de Paraguay y norte de Argentina
- Ortalis canicollis pantanalensis - oeste de Brasil (sudoeste del Mato Grosso)